# بزمجه کینس
 بزمجه کینس(نام علمی: Varanus melinus) نام یک گونه از سرده بزمجه است.